# Elatine triandra
Élatine à trois étamines
Ne doit pas être confondu avec Élatine à six étamines.
Espèce
Synonymes
- Voir la section dédiée.

Statut de conservation UICN

LC : Préoccupation mineure
Elatine triandra, l’Élatine à trois étamines, est une espèce de plantes à fleurs de la famille des Elatinaceae et du genre Elatine, originaire d'Eurasie mais naturalisée en Afrique et en Amérique du Nord. Il s'agit d'une très petite plante annuelle, amphibie, à petites fleurs blanches à rougeâtres, poussant dans les milieux humides voire inondés. Elle est souvent plantée en aquarium.

## Description

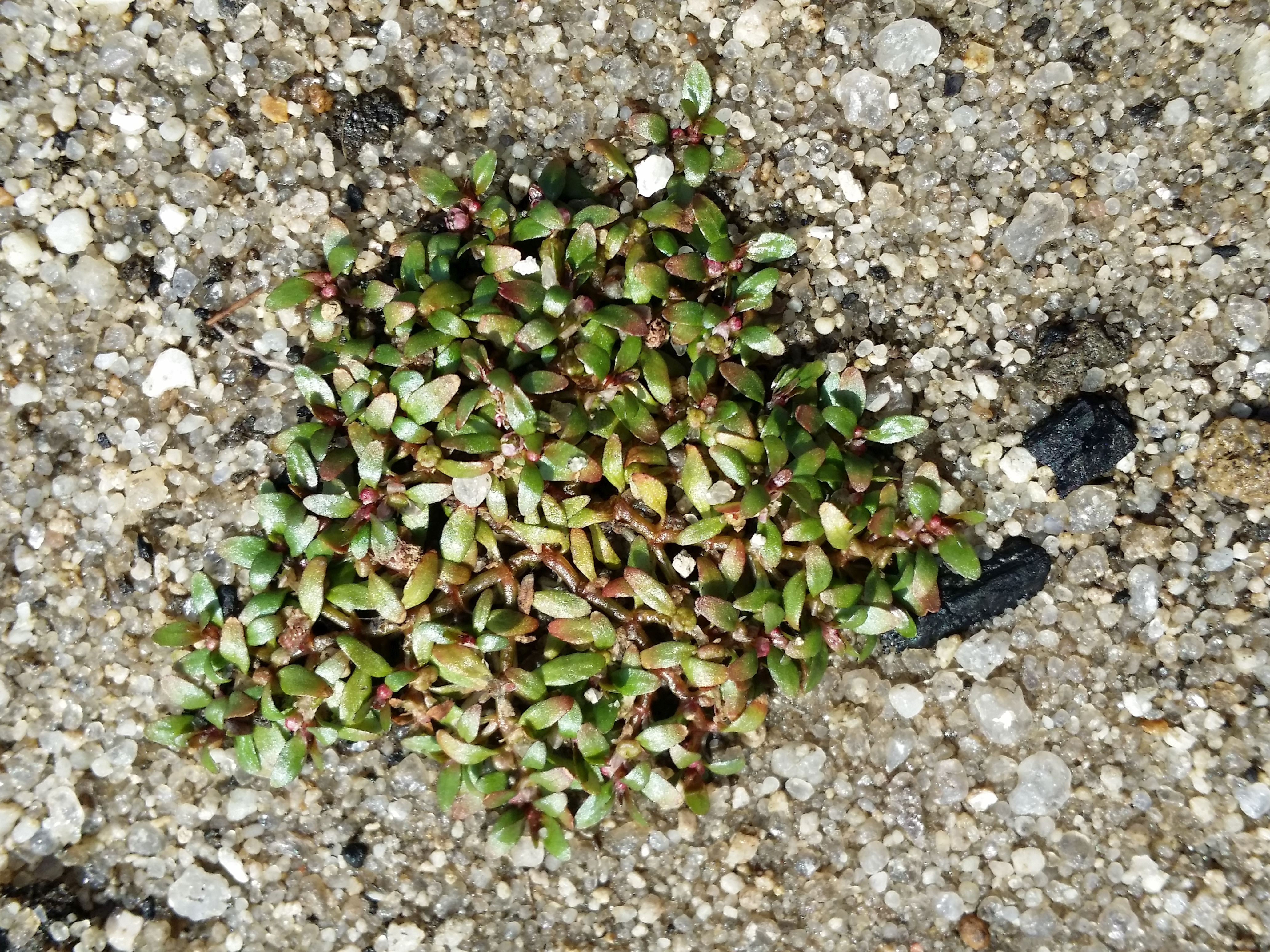
Aspect général au sol.

### Appareil végétatif
C'est une plante annuelle, amphibie, très petite, de 2 à 15 cm de haut, à tiges étalées-radicantes, richement ramifiées, térébrantes, faibles, les entre-nœuds courts. Les feuilles sont opposées ; les stipules sont caduques, triangulaires ou ovales-lancéolées, de 0,7 à 1 mm, membraneuses, l'apex aigu ; le pétiole mesure 0,5 à 3 mm ou est absent ; le limbe foliaire est ovale-oblong ou lancéolé à linéaire-lancéolé, long de 3 à 10 mm et large de 1,5 à 3 mm, submembraneux, glabre adaxialement, la base atténuée, le bord entier, l'apex obtus ; les nervures latérales ont deux ou trois paires minuscules.

### Appareil reproducteur

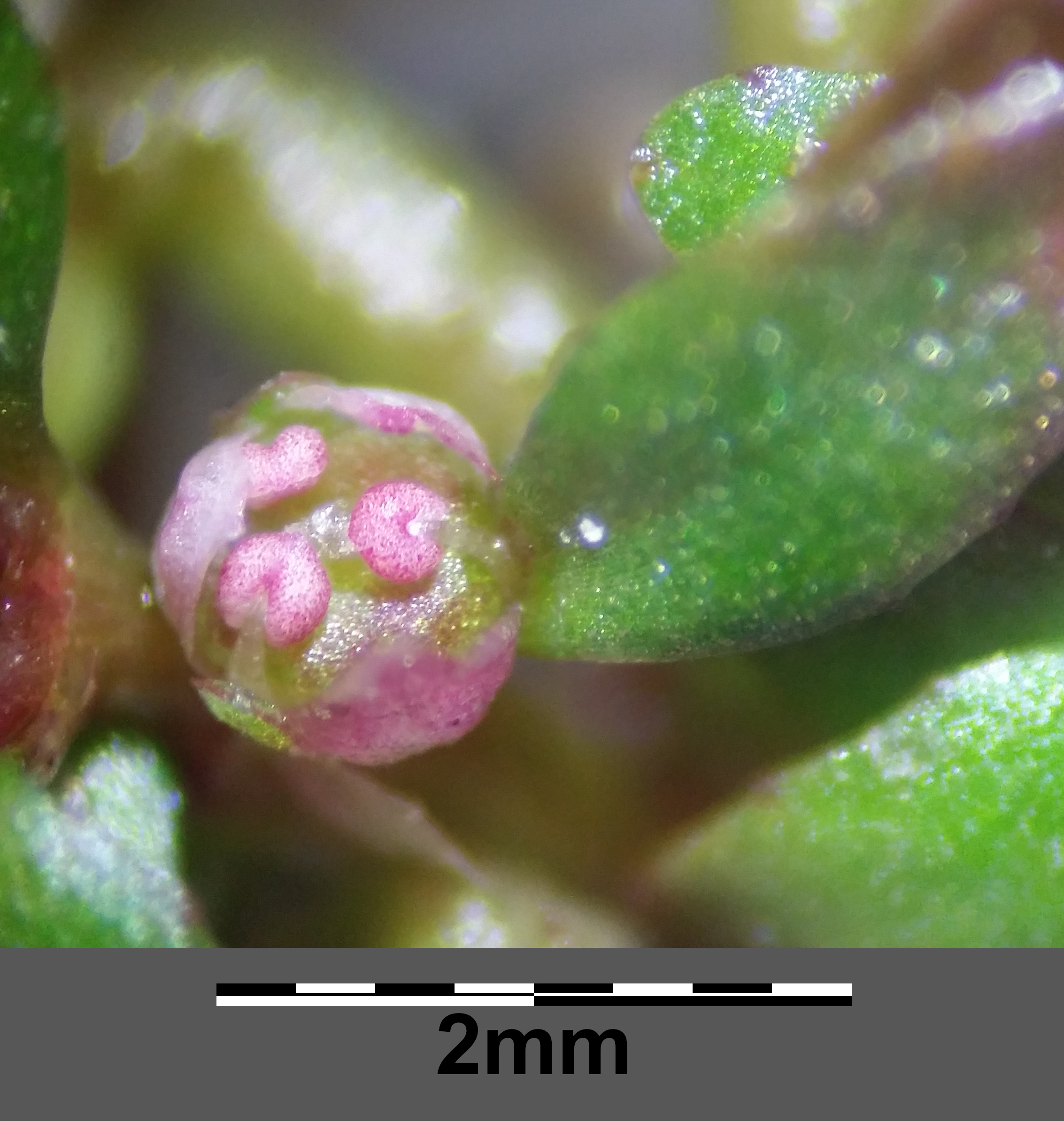
Détail d'une fleur.

Les fleurs sont axillaires, solitaires, sessiles, subsessiles ou brièvement pédicellées, le pédicelle mesurant 0,3 à 0,4 mm au stade de la fructification. Il y a deux ou trois sépales, ovales, de 0,5(–0,7) mm, coniques à la base, l'apex obtus. Les trois pétales, blancs ou rougeâtres, sont largement ovales ou elliptiques, légèrement plus longs que les sépales. Il y a trois étamines, plus courtes que les pétales. L'ovaire est globulaire comprimé, à trois lobes ; les trois styles sont dressés, libres et courts. Le fruit est une capsule globulaire comprimée, de 1 à 1,5 mm de diamètre, à trois septicides. Les graines sont oblongues, presque droites ou légèrement incurvées, d'environ 0,5 mm, finement et densément réticulées hexagonales. La floraison a lieu de juin à octobre.

### Confusions possibles
E. triandra se distingue des autres Elatine par ses feuilles à pétioles courts et ses fleurs trimères sessiles à subsessiles. Les signalements d’E. triandra au Yukon étaient basés sur une mauvaise identification de Callitriche hermaphroditica.

## Répartition
Cette espèce est originaire d'Eurasie. Plus précisément, elle est indigène en Europe du nord et de l'est, à l'ouest de la Russie, et en Extrême-Orient. Sa présence naturelle la plus occidentale est en France métropolitaine, la plus orientale au Japon. Elle est présente naturellement au sud jusqu'en Indonésie, au nord jusqu'en Norvège et en Nouvelle-Zemble. L'espèce a été introduite en Afrique et en Amérique du Nord. C'est une adventice commune dans les rizières du sud et du sud-est de l'Asie, la riziculture ou le commerce des aquariums peuvent donc être responsables de son introduction.

## Habitat et écologie

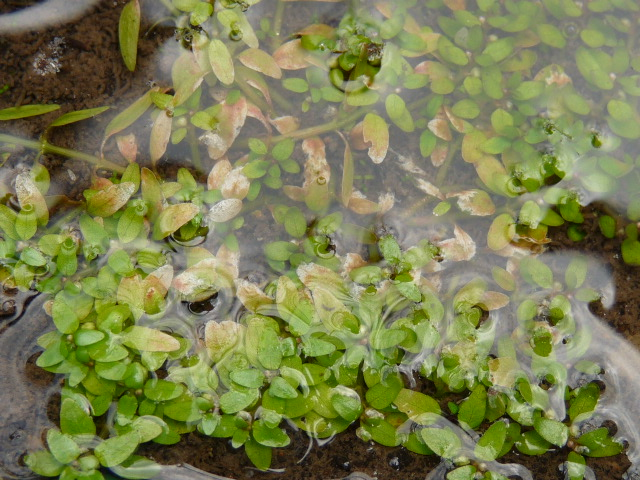
Élatine à trois étamines dans son habitat.

C'est une plante héliophile des assecs. Elle pousse dans les vases exondées des étangs et des mares, dans les fossés, sur substrats argileux à argilo-siliceux. Elle fait partie de la végétation pionnière des sols exondés, une association végétale nommée Nanocyperetalia flavescentis. Elle se rencontre dans les bassins, les ruisseaux, les rizières, les marécages en Chine, jusqu'à 2 500 m d'altitude en Amérique du Nord.

## Menaces et conservation
En France, les populations sont généralement instables et très vulnérables. Elles sont très fluctuantes d'une année sur l'autre, en fonction des niveaux hydriques (mise en assec des étangs, pluviosité ou sécheresse). L'espèce est classée « en danger » (EN) sur la Liste rouge de la flore vasculaire de France métropolitaine, et au niveau des régions, « en danger critique d'extinction » (CR) en Bourgogne, « en danger » (EN) en Alsace, Franche-Comté, Lorraine, Rhône-Alpes, et « espèce vulnérable » (VU) en Corse.
L'espèce est classée comme globalement « sûre » par NatureServe (2014), cependant les populations de certains états des États-Unis et provinces du Canada sont classées comme « en danger critique d'extinction », « en danger » ou « vulnérables ». Le Conseil canadien pour la conservation des espèces menacées (CCCEP 2011+) classe l'espèce comme « sensible », pour le Canada uniquement.
Au niveau mondial, l'espèce est largement répandue et, bien qu'elle soit peut-être en déclin dans certaines parties de son aire de répartition, l'Union internationale pour la conservation de la nature (UICN) ne pense pas qu'un déclin global de la population soit susceptible d'atteindre (ou d'être proche d'atteindre) le seuil de vulnérabilité. Par conséquent, l'espèce est évaluée comme étant de « préoccupation mineure » (LC) par l'UICN.

## Taxonomie
L'espèce est décrite en premier par Christian Schkuhr en 1791, qui la classe dans le genre Elatine sous le nom binominal Elatine triandra,,.

### Liste des taxons de rang inférieur
Liste des variétés selon GBIF (23 mai 2021) :
- Elatine triandra var. andina Fassett
- Elatine triandra var. haitiensis Monach.

### Synonymes
Elatine triandra a pour synonymes :
- Alsinastrum callitrichoides (Nyl.) Rupr.[5]
- Alsinastrum callitrichoides Rupr., 1860[6]
- Alsinastrum triandrum (Schkuhr) Rupr., 1860[5],[6]
- Birolia palludosa Bellardi[5]
- Crypta triandra A.Braun ex Walp.[5]
- Crypta triandra (Schkuhr) Nutt., 1818[6]
- Elatine callitrichoides (Nyl.) Kauffm., 1866[5],[6]
- Elatine callitrichoides Rupr. ex Petrov, 1874[6]
- Elatine chilensis Naudin, 1846[6]
- Elatine gracilis H.Mason[5]
- Elatine hydropiper var. triandra (Schkuhr) Wahlenb.[5]
- Elatine microphylla Griseb.[5]
- Elatine nivalis Speg.[5]
- Elatine inaperta J.Lloyd, 1877[6]
- Elatine orientalis Makino, 1960[5],[6]
- Elatine oryzetorum Kom.[5]
- Elatine senegalensis Perr. ex A.Chev.[5]
- Elatine tetrandra Maxim.[5]
- Elatine triandra var. callitrichoides Nyl.[5]
- Elatine triandra var. genuina Fassett[5]
- Elatine triandra var. haitiensis Monach.[5]
- Ilyphilos triandrus (Schkuhr) Lunell, 1916[5],[6]
- Potamopitys inaperta (Lloyd) Kuntze[5]
- Potamopitys triandra (Schkuhr) Kuntze[5]

## Usages
L'espèce est utilisée comme plante d'aquarium de premier plan et elle serait bénéfique pour la stabilisation des rivages.